# Medvĕdí vrch
Medvĕdí vrch är ett berg i Tjeckien.   Det ligger i regionen Mähren-Schlesien, i den östra delen av landet, 210 km öster om huvudstaden Prag. Toppen på Medvĕdí vrch är 1 216 meter över havet, eller 328 meter över den omgivande terrängen. Bredden vid basen är 9,6 km. Medvĕdí vrch ingår i Hrubý Jeseník.
Terrängen runt Medvĕdí vrch är huvudsakligen kuperad.Runt Medvĕdí vrch är det ganska tätbefolkat, med 78 invånare per kvadratkilometer. Närmaste större samhälle är Vrbno pod Pradědem, 6,7 km sydost om Medvĕdí vrch. I omgivningarna runt Medvĕdí vrch växer i huvudsak barrskog.